# 어도비 프리루드
어도비 프렐루드(Adobe Prelude, 현재 단종된 어도비 온로케이션의 뒤를 잇는 제품)는 테이프를 이용치 않는 미디어를 점검하고 기록하고 선택하고 내보내는 윈도와 맥용 도구이다. 현재는 어도비 크리에이티브 클라우드에서 무료로 다운로드하여 사용할 수 있다.

## 같이 보기
- 어도비 크리에이티브 클라우드